# Общественный клуб
Социальный (общественный) клуб или социальная организация может представлять собой группу людей или место, где они встречаются, обычно сформированную вокруг общих интересов, занятий или деятельности в организационном объединении, известном как клуб. Примерами могут служить книжные дискуссионные клубы, шахматные клубы, загородные клубы, клубы выпускников, рыболовные клубы, игровые клубы, женские клубы, джентльменские клубы , охотничьи клубы, клубы офицеров,  политические клубы, братства и женские общества, клубы деловых связей, неформальные профессиональные ассоциации и др. .
Социальные клубы иногда использовались мафией в качестве мест встреч, а многие банды даже были названы в честь клубов, где они встречались (The Palma Boys Crew, The Gemini Crew, The Veterans & Friends Crew).